# Ichneumon melanosomops
Ichneumon melanosomops (лат.) — вид наездников-ихневмонид рода Ichneumon из подсемейства Ichneumoninae (Ichneumonidae).

## Распространение
Киргизия. Ketmen Mts, Tujuk, на высоте 2000—2800 м.

## Описание
Наездники среднего размера чёрного цвета, длина 13,5 мм. Жгутик усика почти нитевидный, с 40 члениками; 1-й флагелломер в 2 раза длиннее своей ширины, 7-й членик квадратный, самые широкие членики в 1,3 раза шире длины. Жгутик без отчетливого светлого кольца, 8-10-й членики жгутика со слабым красноватым блеском. Мандибулы в центре красноватые. Голова, мезосома и брюшко чёрные; 2-й тергит со слабым буроватым блеском. Тазики и вертлуги чёрные; ноги в остальном, включая вертлуги красные; дистальные членики коричневатые. Крылья с коричневатым налетом; птеростигма чёрная. Предположительно, как и близкие виды паразитоиды, которые развиваются в гусеницах бабочек. От Ichneumon melanosomus отличается более широким виском, более тонкими задними бёдрами, полностью чёрными апикальными тергитами и красноватыми задними лапками.
Вид был впервые описан в 2021 году немецким энтомологом Маттиасом Риделем (Германия) по материалам из Киргизии.